# Chlorogomphus daviesi
Chlorogomphus daviesi là loài chuồn chuồn trong họ Chlorogomphidae. Loài này được Karube mô tả khoa học đầu tiên năm 2001.